# Karl-Erik Grape
Karl-Erik Grape, född 12 mars 1911 i Haparanda, död 29 maj 2006 i Stockholm, var en svensk målare, teckningslärare och konsthantverkare.
Han var son till kamreren Karl Erik Oskar Grape och Alexandra Adolfina Lindkvist och från 1942 gift med Margit Elisabet Robéus. Grape avlade realexamen i Söderhamn 1928 och utbildade sig därefter till teckningslärare vid Tekniska skolan i Stockholm 1932–1935 samt bedrev konststudier vid Otte Skölds målarskola 1934–1935. Samtidigt med sina skolstudier studerade han krokiteckning för Isaac Grünewald på kvällstid. Separat ställde han ut på ett flertal platser i Sverige och han medverkade i samlingsutställningar med ett flertal konstföreningar. Hans konst består av landskapsmotiv från västkusten i olja och bibliska och litterära motiv i akvarell samt skisser och ritningar på konsthantverksföremål. Vid sidan av sitt eget skapande var han verksam som teckningslärare i bland annat Uppsala, Uddevalla, Herrljunga och Ystad. Grape är representerad vid Ystads konstmuseum. 